# Torsten Albig
Torsten Albig, né le 25 mai 1963 à Brême, est un homme politique allemand, membre du Parti social-démocrate d'Allemagne (SPD).
Juriste, puis fonctionnaire régional, il est embauché en 1996 par le SPD. Il est brièvement porte-parole du ministère fédéral des Finances en 1998.
Il rejoint le secteur privé en 2001 et entre au conseil municipal de Kiel l'année suivante. En 2006, il redevient porte-parole du ministère des Finances. Il démissionne en 2009, après avoir été élu bourgmestre de Kiel dès le premier tour.
Ayant remporté en 2012 la primaire sociale-démocrate, il est chef de file électoral aux élections régionales anticipées du 6 mai suivant dans le Schleswig-Holstein. Il améliore le score du SPD, puis forme avec une « coalition en feu tricolore danois », lui permettant de devenir ministre-président.
Il postule à sa succession lors des élections de 2017 mais le bon score de la CDU lui fait perdre sa majorité. Il met alors un terme à sa carrière politique.

## Biographie

### Jeunesse et formation
Après avoir grandi dans l'arrondissement du Holstein-de-l'Est, il déménage à Bielefeld, où il obtient son baccalauréat en 1982. Il adhère, cette même année, au Parti social-démocrate d'Allemagne.
Il entreprend des études d'histoire et de sciences sociales, à l'université de Bielefeld, qu'il abandonne en 1984, année de son élection à la présidence de la section sociale-démocrate de la ville, pour suivre un cursus de droit. En 1991, alors qu'il renonce à ses fonctions dans l'appareil du parti, il passe avec succès son diplôme d'expert judiciaire, près la cour d'appel de Düsseldorf.

### Carrière professionnelle publique
Porté à la vice-présidence du SPD à Lütjenburg en 1992, il intègre parallèlement l'administration fiscale du Land de Schleswig-Holstein. Il devient directeur adjoint de l'école financière un an plus tard.
Il rejoint en 1994 la délégation du Land auprès du gouvernement fédéral à Bonn, en tant que secrétaire des Finances et du Budget. Cette même année, il est élu au conseil municipal de Lütjenburg, où il prend la présidence du groupe social-démocrate.
Il est recruté en 1996 par le bureau de planification du Parti social-démocrate d'Allemagne. En 1998, il est nommé chef du service de presse et des relations publiques, porte-parole du ministère fédéral des Finances, alors dirigé par Oskar Lafontaine.

### Ascension politique à Kiel
Il renonce à sa carrière publique au profit du secteur privé en 2001. Il est effectivement désigné directeur du service de presse de la Dresdner Bank à Francfort-sur-le-Main.
Il démissionne dès l'année 2002, en conséquence de son élection comme conseiller municipal de Kiel. Il est initialement délégué aux Affaires citoyennes, à l'Ordre public, au Personnel et à l'Intérieur. Il est promu adjoint du bourgmestre aux Finances en 2003 mais change de responsabilité en 2005. Il s'occupe de la politique culturelle et de la gestion des déchets, étant ainsi nommé directeur de l'usine de gestion de déchets de la ville (ABK).

### Bref retour au niveau fédéral
Le 1er février 2006, le ministre fédéral des Finances Peer Steinbrück rappelle Albig au ministère, lui confiant la direction du service de la communication et les fonctions de porte-parole. Il cumule ces responsabilités avec celles de directeur du département juridique à partir de 2008.

### Bourgmestre de Kiel

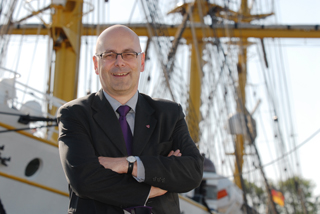
Torsten Albig, en 2009.

Le SPD le choisit au même moment en tant que candidat à l'élection du bourgmestre de Kiel, prévue le 15 mars 2009.
Opposé à la chrétienne-démocrate sortante Angelika Volquartz, élue six ans plus tôt, il l'emporte dès le premier tour avec 52,1 % des suffrages exprimés, soit une avance de dix points. Il démissionne de ses postes au gouvernement fédéral le 1er mai 2009, prête serment le 11 juin et prend ses fonctions six jours plus tard.

### Ministre-président de Schleswig-Holstein

#### Un chef de file désigné par les militants
Il indique en septembre 2010 qu'il est prêt à mener la campagne du SPD pour les prochaines élections régionales, qui doivent se tenir au plus tard le 30 septembre 2012. Le président du groupe parlementaire et de la fédération régionale du parti, Ralf Stegner, ainsi que deux élus locaux, ayant également exprimé le même souhait, un vote facultatif des militants est organisé le 26 février 2011 afin de départager les candidats.
Lors de cette consultation, il l'emporte largement avec 57,2 % des suffrages, contre à peine 32 % pour Stegner. Réagissant à sa victoire, il juge que « c'est un grand jour pour le Parti social-démocrate », faisant référence au taux de participation de 70 %. Il dit être convaincu de gagner les élections car il dispose « du meilleur programme et des meilleures personnes ». Il reçoit d'ailleurs les félicitations du ministre-président chrétien-démocrate Peter Harry Carstensen.

#### Un SPD en progrès et une possible majorité
Au cours des élections législatives régionales du 6 mai 2012, le SPD se redresse nettement. Il gagne cinq points par rapport au scrutin de 2009, repasse de justesse au-dessus des 30 % des suffrages exprimés et n'accuse que 4 500 voix de retard sur la CDU, au pouvoir depuis sept ans. Avec 22 députés sur 69, les deux principaux partis sont à égalité. Tandis que Die Linke repasse sous les 5 % et perd sa représentation parlementaire, le centre gauche totalise 35 sièges, soit l'exacte majorité absolue.
À peine cinq jours plus tard, le Parti social-démocrate ouvre des entretiens exploratoires avec l'Alliance 90 / Les Verts (Grünen) et la Fédération des électeurs du Schleswig du Sud (SSW). À la suite du succès de ces discussions, des négociations en vue de constituer une « coalition en feu tricolore danois » sont entreprises le 16 mai. Albig est contraint d'abandonner la mairie de Kiel 13 jours plus tard, après avoir accepté son élection au Landtag.

#### Coalition «en feu tricolore danois»

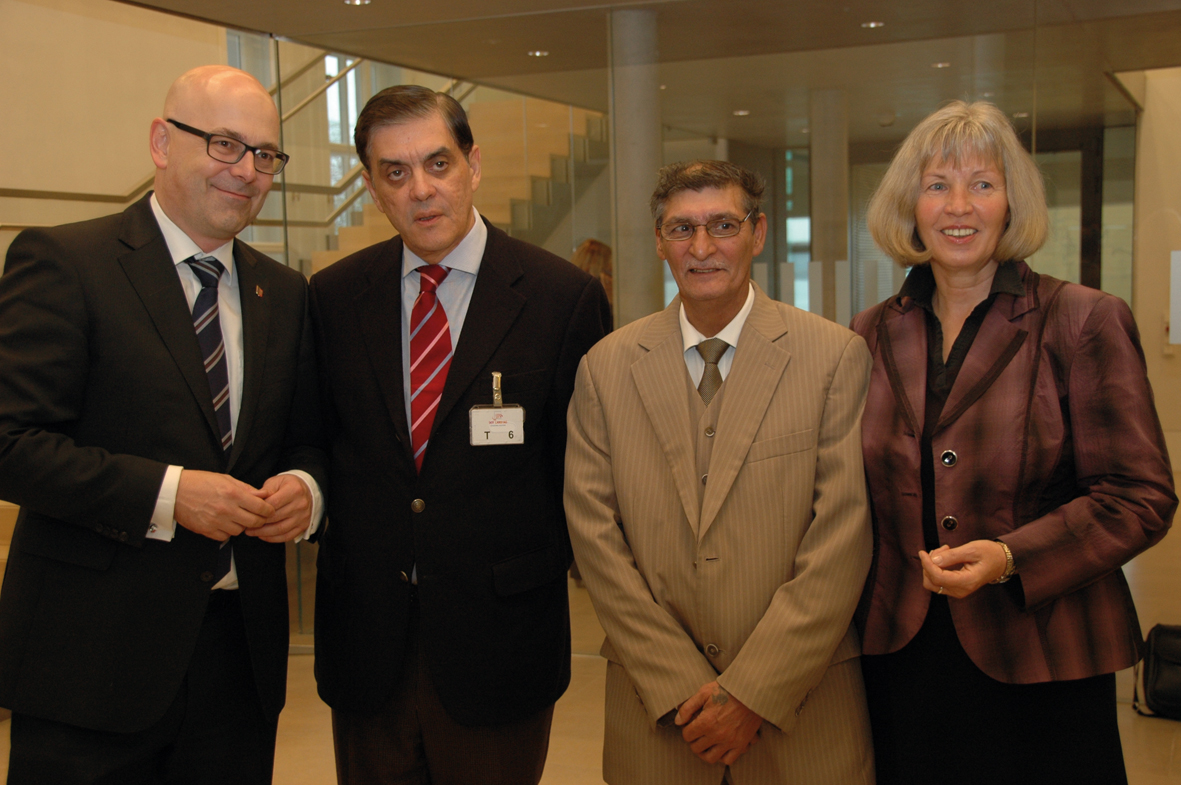
Torsten Albig lors d'un événement constitutionnel, en novembre 2013.

L'accord de coalition est approuvé à l'unanimité du comité de négociation le 3 juin.
Selon Ralf Stegner, les points clés de l'accord sont l'éducation, l'emploi, la transition énergétique et l'assainissement des comptes publics. La volonté de l'alliance d'instaurer le droit de vote à 16 ans, de s'opposer à une loi sur la rétention des données informatiques et de faciliter le recours à l'initiative populaire pourrait être de nature à favoriser un vote bienveillant des six députés du Parti des pirates à l'investiture d'Albig.
En outre, pour la première fois dans l'histoire régionale, un représentant de la SSW se voit réserver un portefeuille ministériel. Le 6 juin, il présente son cabinet de sept ministres dont quatre femmes. Il réunit trois sociaux-démocrates, une indépendante choisie par lui, deux écologistes et Anke Spoorendonk, de la SSW.
Le 12 juin 2012, Torsten Albig est investi à 49 ans ministre-président de Schleswig-Holstein par 37 voix sur 69, soit deux suffrages de plus que sa majorité.

### Défaite de 2017
Il postule à un second mandat lors des élections du 7 mai 2017. Donné en tête dans les sondages, le SPD est devancé dans les dix derniers jours de campagne par la CDU. Le jour du scrutin, l'Union chrétienne-démocrate est en tête et le Parti social-démocrate accuse un retard de 69 700 voix, contre 4 000 cinq ans plus tôt, tandis que la majorité sortante se contente de 34 députés sur 73.
Dès le lendemain du scrutin, le chef de file du FDP Wolfgang Kubicki annonce qu'il refusera de former une coalition en feu tricolore, une possibilité évoquée par les Grünen. Albig renonce dès le 16 mai à exercer son mandat parlementaire et à la vie politique. Une semaine plus tard, les écologistes valident l'ouverture de négociations pour gouverner avec les chrétiens-démocrates et les libéraux. Le 28 juin, Daniel Günther lui succède.

## Vie privée
Marié et père de deux enfants, il vit à Kiel avec toute sa famille.